# Aulo Postúmio Albino (cônsul em 151 a.C.)
Aulo Postúmio Albino (em latim: Aulus Postumius Albinus) foi um político da gente Licínia da República Romana eleito cônsul em 151 a.C. com Lúcio Licínio Lúculo. Era filho de Aulo Postúmio Albino Lusco, cônsul em 180 a.C.

## Carreira
Em 168 a.C., durante a Terceira Guerra Macedônica, serviu como tribuno militar e foi encarregado da custódia de Perseu da Macedônia depois que ele foi capturado. Albino foi pretor em 155 a.C. e, dois anos depois, foi um dos embaixadores enviados para negociar a paz entre o rei de Pérgamo, Átalo II, e o rei da Bitínia, Prúsias II. Em 151 a.C., foi eleito cônsul em 151 a.C. com Lúcio Licínio Lúculo. Aparentemente, a guerra na Hispânia era impopular em Roma e foi difícil para os dois cônsules recrutar um exército; a severidade com que o povo foi tratado por eles, irritados com a demora, acabou incomodando a população e os tribunos da plebe, que mandaram prender os dois cônsules. O conflito só acabou com a intervenção do jovem Cipião Emiliano, que ofereceu-se para servir no exército e reacendeu entre os romanos o fervor militar.
Em 146 a.C., Albino foi enviado à Grécia como legado de Lúcio Múmio Acaico e uma estátua sua foi construída em sua homenagem ali.

## Influência
Albino conhecia muito bem a literatura grega e escreveu em grego um poema e uma história de Roma, citada por vários autores antigos, mas perdida. Políbio afirmou que albino imitou as piores características dos gregos, pois dedicou-se completamente aos prazeres mundanos, evitando completamente o trabalho e o perigo. Ele conta que ele fugiu para Tebas para escapar da Batalha de Fócida, mas depois escreveu um relato sobre ela como se tivesse estado presente. Políbio conta ainda uma história dele com Catão, o Velho, que teria admoestado duramente Albino por causa do prefácio de sua "História", na qual ele se desculpava com os leitores caso cometesse algum erro escrevendo por estar escrevendo em língua estrangeira. Catão teria lembrado-o que ele não era obrigado a escrever, mas uma vez que havia escolhido fazê-lo, não haveria motivo algum para pedir que seus leitores lhe fosse lenientes. Esta história é contada ainda por Aulo Gélio, Macróbio, Plutarco e a Suda.
Cícero fala com respeito sobre seus méritos literários e o chama de "doctus homo" e "litteratus et disertus". Macróbio cita uma passagem da "História de Roma" de Albino e, como as cita em latim, supõe-se que ela tenha sido a primeira história em grego a ser traduzida para o latim.
Uma obra de Albino sobre a chegada de Eneias à península Itálica foi mencionada por Sérvio e pelo autor da obra "De Origine Gentis Romana" (c. 15).